# Palais de Charles Atangana
Pour les articles homonymes, voir Atangana.
Le palais de Charles Atangana est un édifice historique de la ville de Yaoundé, capitale du Cameroun. Construit à partir de 1911, restauré en 2001, il a été la propriété de Charles Atangana, chef-supérieur des Ewondo, des Bene et des Mbida-Ambani.